# Linux Kernel Conference
Linux Kernel Conference（リナックス・カーネル・カンファレンス）は、2001年から2005年まで日本で毎年開催されたLinuxカーネルに関するカンファレンスである。主催はVA Linux Systems JapanのODSN Japan事業部（現OSDN）。